# Kaoani
Kaoani (jap. 顔アニ) – japońskie słowo oznaczające małe, animowane emotikony wywodzące się z Japonii, kao (jap. 顔) oznacza twarz, a ani (jap. アニ) skrót od słowa animacja (jap. anime). Zazwyczaj podskakują w górę i w dół, sprawiając wrażenie jakby się unosiły; domyślnie mają wyrażać nastrój. Kaoani są również znane jako emotikony, "kłębki" (ang. puff) lub anime blobs.
Format pliku to zawsze GIF.

Kaoani

Rozpowszechniły się przede wszystkim w Japonii i są tam bardzo popularne, szczególnie na profilach MySpace, blogach, jak również używane są na licznych forach internetowych.
Kaoani mogą przybierać formę zwierząt, kolorowych postaci oraz bohaterów kreskówek.